# 4132-es mellékút (Magyarország)
A 4132-es számú mellékút egy bő 20 kilométer hosszú, négy számjegyű országos közút Szabolcs-Szatmár-Bereg vármegye keleti részén; Mánd és Rozsály között húzódik, a köztük elterülő néhány település feltárásával.

## Nyomvonala
Mánd belterületének északnyugati felében ágazik ki a 491-es főútból, annak 16+700 kilométerszelvénye táján, délkelet felé, Fő utca néven. Végigkanyarog a község lakott területén, majd bő egy kilométer után ki is lép a lakott területről. Kevéssel a 2. kilométere előtt éri el Nemesborzova határát, e község lakott területeit északról súrolja, de nem lép be közéjük, oda csak a 4134-es út vezet, amely a 4132-esből annak 2+750 kilométerszelvényénél ágazik ki, délnyugat felé. A 3. kilométerétől az út már Kisszekeres területén húzódik, keleti irányban, itt azonban lakott részeket még annyira sem érint, mint az előbbi községben.
5,3 kilométer után már Vámosoroszi határai közt folytatódik, és hamarosan a falu belterületét is eléri. Szinte pontosan a 6. kilométerénél jár, amikor keresztezi a 4133-as utat, utóbbi itt kevéssel a 9. kilométere után jár. Innentől az útnak települési neve is van: Zrínyi utca, majd Petőfi utca néven húzódik, egy ideig délebbi irányt véve, majd még a belterület széle előtt ismét keletnek fordulva. Ezt az irányt követi akkor is, amikor elhagyja a község utolsó házait, nagyjából 7,5 kilométer után.
Kicsivel a 9. kilométere előtt éri el Csaholc határszélét, a falu első házait pedig 9,8 kilométer után éri el, ott Vasút utca a neve. A 10. kilométere táján egy elágazáshoz ér: innen észak felé folytatódik Petőfi utca néven, délnyugat felől pedig a 4144-es út torkollik bele, Kisnamény irányából. Nem sokkal ezután a 4132-es út újra visszatér a keleti irányhoz, és Kossuth utca néven húzódik végig a falun, melynek keleti szélét elérve már majdnem a 12. kilométerénél tart.
Túrricse a következő útjába eső település, ennek legnyugatibb házait 12,6 kilométer után éri el, a községben a Rákóczi utca nevet viseli. A 14. kilométere táján már ismét külterületen folytatódik, a 15. és 17. kilométerei között pedig Tisztaberek központján kanyarog végig, több irányváltással, de végig Fő utca néven. Dél felé hagyja el a települést és így éri el, nem sokkal a 19. kilométere előtt Rozsály északi határát. Nagyjából fél kilométer után lép lakott területek közé, Kossuth utca néven, és különféle irányváltásai dacára így is ér véget a település központjában, beletorkollva a 4143-as útba, annak 4+350 kilométerszelvénye közelében.
Teljes hossza, az országos közutak térképes nyilvántartását szolgáló kira.gov.hu adatbázisa szerint 20,783 kilométer.

## Települések az út mentén
- Mánd
- Nemesborzova
- (Kisszekeres)
- Vámosoroszi
- Csaholc
- Túrricse
- Tisztaberek
- Rozsály